# توماس أهيرن
توماس أهيرن هو مهندس كندي، ولد في 24 يونيو 1855 في أوتاوا في كندا، وتوفي في 28 يونيو 1938.